# ニック・ウィーラー
ニコラス・ドン・ニック・ウィーラー（Nickolas Don“ Nick” Wheeler、1982年3月20日 - ）は、アメリカ合衆国のミュージシャン。オール・アメリカン・リジェクツのメンバーである。